# Kanan Jarrus
Caleb Dume
Personnage de fiction apparaissant dans
Star Wars.
Caleb Dume, dit Kanan Jarrus, est un personnage de Star Wars. Il suit une formation de Jedi, coupée par l'ordre 66. Il reste caché, puis se tourne vers de l'activité rebelle contre l'Empire galactique et se met à former aux arts Jedi le jeune Ezra Bridger. Il se sacrifie dans une usine à Lothal pour permettre la fuite d'autres rebelles.

## Univers
L'univers de Star Wars se déroule dans une galaxie qui est le théâtre d'affrontements entre les Chevaliers Jedi et les Seigneurs noirs des Sith, personnes sensibles à la Force, un champ énergétique mystérieux leur procurant des pouvoirs psychiques. Les Jedi maîtrisent le Côté lumineux de la Force, pouvoir bénéfique et défensif, pour maintenir la paix dans la galaxie. Les Sith utilisent le Côté obscur, pouvoir nuisible et destructeur, pour leurs usages personnels et pour dominer la galaxie.

## Histoire
Caleb Dume est l'apprenti Jedi de maître Depa Billaba, elle-même ancienne apprentie du maître Jedi Mace Windu.
Malgré la mort de Depa Billaba lors de l'exécution de l'ordre 66, Caleb poursuit de façon autodidacte sa formation. Il améliore ses compétences en matière de maîtrise de la Force et du sabre laser. Vivant sous l'Empire galactique, il doit aussi apprendre à changer de mode de vie et à cacher à l'Empire sa sensibilité à la Force.
Dans un temple Jedi, il fait face à une illusion de garde de temple Jedi et l'affronte. Après ce duel, le garde l'adoube chevalier Jedi. Il s'avère que ce garde est le Grand inquisiteur tel qu'il était en tant que Jedi.
Kanan dirige un groupe pour sauver Hera Syndulla du gouverneur impérial Pryce, qui la garde prisonnière et la torture. Kanan se sacrifie pour permettre au reste de l'équipage du Ghost de quitter un dépôt de carburant impérial. Il meurt, laissant à Hera un fils, Jacen.
Lors de la bataille d'Exegol, sa voix fait partie des nombreuses voix de Jedi qui encouragent Rey pour l'aider à vaincre Palpatine,,.

## Caractéristiques
Kanan Jarrus est un Jedi. Il défend les valeurs Jedi. Par exemple, il est altruiste et veut préserver la paix dans la Galaxie. Cependant, il n'hésite pas à enfreindre le code Jedi s'il trouve les contraintes imposées par les Jedi trop importantes.

## Interprétation
Dans la série télévisée Star Wars Rebels, l'acteur Freddie Prinze Jr. prête sa voix au personnage de Kanan Jarrus.

## Concept et création
Le personnage doit d'abord mourir à la fin de la saison 2 de Rebels, lors de son duel contre Maul, mais la production refuse, voulant que Kanan apparaisse dans tous les épisodes. Finalement, lors du duel contre Maul, Kanan n'est qu'aveuglé. Il ne meurt qu'à la saison 4,.

## Accueil
Kanan Jarrus est le sujet de plusieurs mèmes Internet créés par des fans de Star Wars.